# Anacampsis populella
Anacampsis populella — вид лускокрилих комах з родини виїмчастокрилі молі (Gelechiidae).

## Поширення
Міль зустрічається в більшій частині Європи і була випадково завезена в Північну Америку.

## Опис
Метелик з розмахом крил від 14 до 19 мм. Черевце з 2-4 сегментами часто вохристо-жовте. Передні крила білуваті, більш-менш подрібнені чорним або темно-сірим, зазвичай блідіші до основи кости; реберний край іноді жовтуватий. Задні крила темно-сірі. Личинка блідо-сіро-зеленувата або жовтувата з чорними точками.

## Спосіб життя
Імаго веде нічний спосіб життя, літає з червня по вересень; личинка споживає листя тополі (Populus) і верби (Salix), яке вона згортає у формі тонкої трубочки.